# Mbaïki
Mbaïki ou Mbaki est une ville de République centrafricaine, chef-lieu de la préfecture de Lobaye ainsi que de l'une de ses cinq sous-préfectures.

## Géographie

### Localisation
Mbaïki est au centre de la préfecture de Lobaye et située sur la route nationale RN6, à 107 km de Bangui, 85 km de Boda, 82 km de Mongoumba, 38 km de Pissa.
| Nola   |           | Pissa |
|        | Mbaïki    | Mbata |
| Moboma | Balé-Loko |       |

## Histoire
- En 1905, le lieutenant Prévost créé le poste militaire français de Mbaïki[3].
- La ville a été cédée à l'Empire allemand, le 4 novembre 1911 et intégrée au Neukamerun[4]. Mbaïki est le chef-lieu d’une des trois régions du Neukamerun.
- Le 12 août 1914, Lors du déclenchement de la Première Guerre mondiale, le lieutenant-colonel Morisson prend le contrôle de la ville, qui réintègre la colonie française du Moyen-Congo.
- En 1919, Mbaïki devient chef-lieu de la Circonscription de la Lobaye.
- En 1924, la subdivision de M’Baïki est créée dans la Circonscription du Bas-Oubangui, dans la colonie du Moyen-Congo.
- En 1925, les Spiritains[5] fondent la mission catholique Sainte Jeanne d'Arc de Mbaïki[6].
- Le 18 octobre 1926, la subdivision de Mbaïki est transférée dans la circonscription de la Haute-Sangha (Moyen-Congo).
- Le 30 juin 1934, la localité est intégrée à la colonie française de l’Oubangui-Chari.
- Le 16 octobre 1946, est créé le district de Mbaïki dans la région de la Lobaye.
- Le 23 janvier 1961, Mbaïki devient chef-lieu de la préfecture, et d’une sous-préfecture de la Lobaye en République centrafricaine[7].
- En 1995, le diocèse de Mbaïki est institué par la hiérarchie catholique qui institue le premier évêque du diocèse.

## Administration

### Instances judiciaires
La ville est le siège d'un tribunal de grande instance, juridiction du ressort de la cour d'appel de Bangui.

### Quartiers
La population urbaine est répartie en 22 quartiers : Baguirmi, Boali 2, Bobolo, Bodili, Bombékiti, Bombolet 1, Bombolet 2, Bombolet 3, Bornou, Bossangoa, Botto Bonguélé, Dédé, Démou, Gbokombo 1, Gbokombo 2, Kouango, Mbangui 1, Mbangui 2, Ndéya, Ngbale, Typoyeurs, Yérima.

### Villages
La commune de Mbaïki comporte quatre villages en zone rurale : Gappa, Toukoulou, Wakombo 1, Zanga.

## Enseignement et Recherche
En 1939, est créée, à Boukoko, à 15 km de Mbaïki une Station Centrale d'Agriculture, qui se consacrera d'abord à l'étude du caféier, puis étendra ses activités à l’agronomie équatoriale. Cette station est aujourd’hui un centre régional polyvalent de recherche (CRPR) de l’ICRA, Institut Centrafricain de Recherche Agronomique.
En 1970, l'Institut universitaire de technologie agricole (IUTA) ouvre ses portes à Mbaïki. Il devient, en 1973, l’Institut universitaire de technologie agricole et forestière (IUTAF). Puis en 1981, il se transforme en Institut supérieur de développement rural (ISDR), et forme des techniciens supérieurs et des ingénieurs pour les différents acteurs du développement rural, ainsi que des agriculteurs et éleveurs.
L'enseignement secondaire est assuré par le lycée moderne de Mbaïki.

## Société
La ville est le siège de la paroisse catholique Sainte Jeanne d'Arc de Mbaïki fondée en 1925.

## Économie
Située en zone de forêt équatoriale, la ville est un important centre de développement forestier et de traitement du bois.

## Culture
La ville a vu naître le groupe musical Zokela en 1981.